# Soulèvement de Newport
Le « soulèvement de Newport » (Newport Rising) est la dernière manifestation armée de grande envergure en Grande-Bretagne pour obtenir la démocratie, le droit de vote et le scrutin secret.
Le 4 novembre 1839, près de 10 000 sympathisants chartistes, menés par John Frost, marchent sur la ville de Newport, dans le Monmouthshire . En route, les chartistes de Newport sont arrêtés et emprisonnés. Les manifestants des villes industrielles à l'extérieur de Newport, dont de nombreux mineurs, certains avec des armes artisanales, ont l'intention de libérer leurs camarades, prisonniers dans le Westgate Hotel de la ville. Face à l'exigence de libération des manifestants, les soldats reçoivent l'ordre d'ouvrir le feu, transformant ainsi la manifestation en une bataille rangée. Environ 22 manifestants sont tués, tandis que les rapports font état de peut-être 50 autres blessés.
Les dirigeants de la marche pour la démocratie sont reconnus coupables de trahison et condamnés à être pendus et écartelés. La peine est ensuite commuée en déportation.

## Causes
Les origines du chartisme au Pays de Galles remontent à la fondation à l'automne 1836 de la Carmarthen Working Men's Association.
Parmi les facteurs qui ont précipité le soulèvement, se trouve le rejet par la Chambre des communes de la première pétition chartiste pour la démocratie, dans la  Charte du peuple de 1838 (qui demande le suffrage universel, le scrutin secret, un salaire pour les députés et le droit de vote parlementaire au Royaume-Uni pour ceux qui ne sont pas propriétaires…) le 12 juillet 1839, la condamnation du chartiste Henry Vincent pour assemblée illégale et conspiration le 2 août.
Une sorte de soulèvement était en préparation depuis quelques mois et la marche avait pris de l'ampleur tout au long du week-end, alors que John Frost et ses associés conduisaient les manifestants des villes industrialisées de la vallée au nord de Newport. Certains des mineurs qui ont rejoint la marche s'étaient armés de piques, de matraques et d'armes à feu de fabrication artisanale.
La marche était dirigée par Frost menant une colonne à Newport depuis l'ouest, Zephaniah Williams menant une colonne de  Blackwood au nord-ouest et William Jones menant une colonne de Pontypool au nord.
La justification exacte de la confrontation reste opaque, même si elle peut avoir ses origines dans l'ambivalence de Frost envers les attitudes plus violentes de certains chartistes et l'animosité personnelle qu'il portait envers certains membres de l'establishment de Newport. Le mouvement chartiste dans le sud-est du Pays de Galles était « enflammé » à cette époque et les travailleurs étaient extrêmement « remontés ».

## Événements menant à l'affrontement
De fortes pluies ont retardé les marcheurs et des retards sont survenus pour le rassemblement prévu de chaque contingent au pub Welsh Oak à Rogerstone. Jones et ses hommes de Pontypool ne sont en fait jamais arrivés, retardant la marche finale vers Newport jusqu'aux dernières heures du jour et contribuant ainsi à sa défaite. Au fur et à mesure que la marche avançait dans les vallées le dimanche matin, même une congrégation de chapelle entière fut forcée à gonfler les rangs des marcheurs.
Après avoir passé la nuit de dimanche principalement à l'extérieur sous la pluie, l'engagement de nombreux manifestants a été tiède. Beaucoup avaient été résistants à la cause chartiste en premier lieu, plus préoccupés par les problèmes immédiats de leurs propres conditions de travail. Ainsi, de nombreux marcheurs n'ont pas participé à l'assaut final sur Newport et ont simplement attendu à la périphérie de la ville.

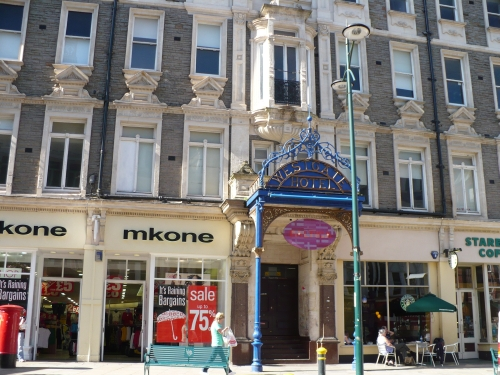
Westgate Hotel, Newport

Les rumeurs d'une possible montée des Chartistes et de violences antérieures ailleurs, à la suite de l'arrestation du leader chartiste Henry Vincent et à son emprisonnement à Monmouth, faisaient que les autorités s'attendaient une émeute. L'ampleur du soulèvement n'a cependant été pleinement appréciée que le 3 novembre, la veille de l'émeute. Les autorités ont alors rapidement commencé à se préparer. Le maire de Newport, Thomas Phillips, avait fait prêter serment à 500 agents spéciaux et demandé l'envoi de troupes supplémentaires. Environ 60 soldats stationnaient déjà à Newport et il rassembla 32 soldats du 45e régiment à pied du Nottinghamshire à l'hôtel Westgate où les prisonniers chartistes étaient détenus.

## Échauffourées
On estime que près de 10 000 sympathisants chartistes ont marché sur la ville.
Les chartistes étaient convaincus que certains de leurs camarades avaient été emprisonnés à l'hôtel Westgate. En descendant rapidement la colline escarpée de Stow Hill, les chartistes sont arrivés sur la petite place en face de l'hôtel vers 9 h 30 du matin. L'affrontement est survenu lorsque la foule a exigé la libération des chartistes emprisonnés. Une bataille brève, violente et sanglante s'est ensuivie. Des coups de feu ont été tirés des deux côtés, des récits contemporains indiquent que les chartistes ont attaqué en premier. Mais les soldats qui défendaient l'hôtel, bien qu'ils soient largement surpassés en nombre par la foule nombreuse et très en colère, avaient une puissance de feu, un entraînement et une discipline largement supérieurs, ce qui a rapidement brisé la foule. Les chartistes ont réussi à entrer temporairement dans le bâtiment, mais ont été contraints de se retirer dans le désarroi. Après une bataille acharnée, d'une durée d'environ une demi-heure, entre 10 et 24 d'entre eux (une estimation juste est de 22) avaient été tués par les troupes et plus de 50 avaient été blessés.
Parmi les défenseurs de l'hôtel, le maire Thomas Phillips a été grièvement blessé ainsi qu'un soldat et deux des agents spéciaux.
Alors que les chartistes s'enfuyaient, ils abandonnèrent de nombreuses armes dont une sélection peut encore être vue au Newport Museum.
Un témoin oculaire a fait état d'un homme, blessé par balle, allongé sur le sol, demandant de l'aide jusqu'à ce qu'il meure une heure plus tard.
Certains des morts chartistes ont été enterrés dans l'église paroissiale de St. Woolos (aujourd'hui cathédrale de Newport) dans la ville où il y a encore une plaque à leur mémoire. Un mythe urbain persiste selon lequel certains des impacts de balles de l'escarmouche sont restés dans la maçonnerie du porche d'entrée de l'hôtel jusque dans les temps modernes. En réalité, le Westgate Hotel a été reconstruit depuis le soulèvement. Les « impacts de balles » peuvent être des dommages causés par les bombes de la Seconde Guerre mondiale.

## Conséquences
Dans la foulée, 200 chartistes ou plus sont arrêtés pour s'être impliqués et 21 sont accusés de haute trahison. Les trois principaux dirigeants de la marche, John Frost, Zephaniah Williams et William Jones, sont reconnus coupables de haute trahison et condamnés au Shire Hall de Monmouth à être pendus et écartelés. Ils devaient être les derniers à être condamnés à cette peine en Angleterre et au Pays de Galles.
Après une campagne de pétitons à l'échelle nationale et, extraordinairement, un lobbying direct auprès du ministre de l'Intérieur par le Lord Chief Justice, le gouvernement commue les peines de chacun en déportation à vie. Parmi les autres chartistes impliqués d'une manière ou d'une autre figuraient James Stephens, John Lovell, John Rees et William Price et, selon certains témoignages, Allan Pinkerton.
Selon des témoignages de contemporains, dont le chartiste du Yorkshire Ben Wilson, un soulèvement réussi à Newport devait être le signal d'un soulèvement national. Des histoires plus anciennes suggèrent que le chartisme est entré dans une période de division interne après Newport. En fait, le mouvement était remarquablement dynamique (et le resta jusqu'à la fin de 1842). Au départ, alors que la majorité des chartistes, sous la direction de Feargus O'Connor, se concentraient sur la demande de pardon de Frost, Williams et Jones, d'importantes minorités à Sheffield, East End à Londres et Bradford ont planifié leurs propres soulèvements en réponse. Samuel Holberry a dirigé un soulèvement avorté à Sheffield le 12 janvier. L'action de la police a contrecarré une grande agitation dans l'East End de Londres le 14 janvier, et le 26 janvier, quelques centaines de chartistes de Bradford ont organisé un soulèvement dans l'espoir de précipiter un effet domino à travers le pays.
Après, le chartisme se tourna vers un processus de renouvellement interne et d'organisation plus systématique, mais les chartistes de Newport déportés et emprisonnés furent considérés comme des héros et des martyrs parmi les ouvriers.
Pendant ce temps, l'establishment et les classes moyennes se mirent à considérer que tous les chartistes étaient dangereusement violents. Le maire de Newport, Thomas Phillips, a été proclamé héros national pour son rôle dans l'écrasement du soulèvement et a été décoré chevalier par la reine Victoria à peine six semaines plus tard.
Frost lui-même bénéficia finalement d'une grâce inconditionnelle en 1856 et fut autorisé à retourner en Grande-Bretagne, recevant un accueil triomphal à Newport. Cependant, il n'a plus jamais vécu à Newport, s'installant à Stapleton près de Bristol, où il a continué à publier des articles prônant la réforme jusqu'à sa mort, à 93 ans, en 1877.

## Commémoration
L'intérêt pour le Newport Rising a été maintenu grâce à des articles occasionnels dans le Monmouthshire Merlin et South Wales Argus,. En 1939, pour célébrer le centenaire du soulèvement, le conseil municipal de Newport a érigé une plaque sur le bâtiment du bureau de poste près du lieu de naissance de John Frost. Dans les années 1960, le réaménagement de Newport a conduit à la création d'une place centrale appelée John Frost Square. La peinture murale chartiste (voir ci-dessous) est située dans un passage souterrain menant à la place. Le musée de Newport présente une exposition relative au soulèvement qui comprend des armes artisanales. En 1991, trois statues, « Union, Prudence, Energy » de Christopher Kelly, commémorant le soulèvement ont été installées sur Commercial Street à l'avant de l'hôtel Westgate. En 2015, il a été annoncé que l'école secondaire Duffryn allait être renommée John Frost School. Une « convention chartiste » annuelle a lieu dans la ville.
Les sites commémoratifs dans d'autres communautés comprennent une statue de 26 pieds de haut représentant un marcheur chartiste conçue par Sebastian Boyson, érigée par le conseil du comté de Caerphilly, près du pont Chartiste à Blackwood. Le Shire Hall de Monmouth, scène du procès chartiste en 1840, possède une salle d'audience préservée et des expositions relatives au procès. Une plaque commémorant le départ de Frost, Williams et Jones de Chepstow par bateau à Portsmouth lors de la première étape de leur déportation est située sur le front de la rivière Chepstow.

### Peinture murale de la place John Frost

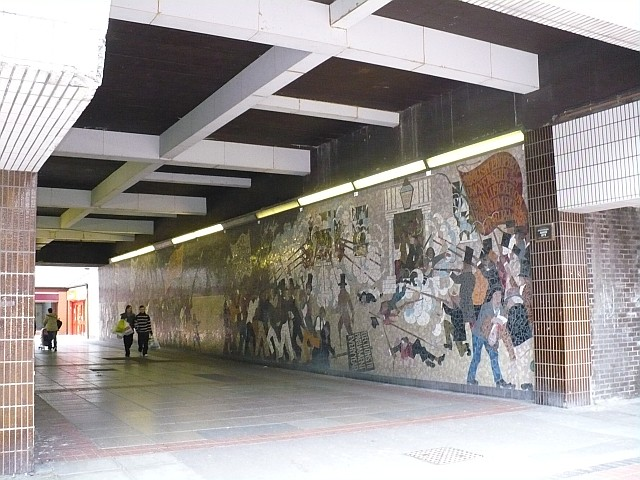
La fresque en 2008.

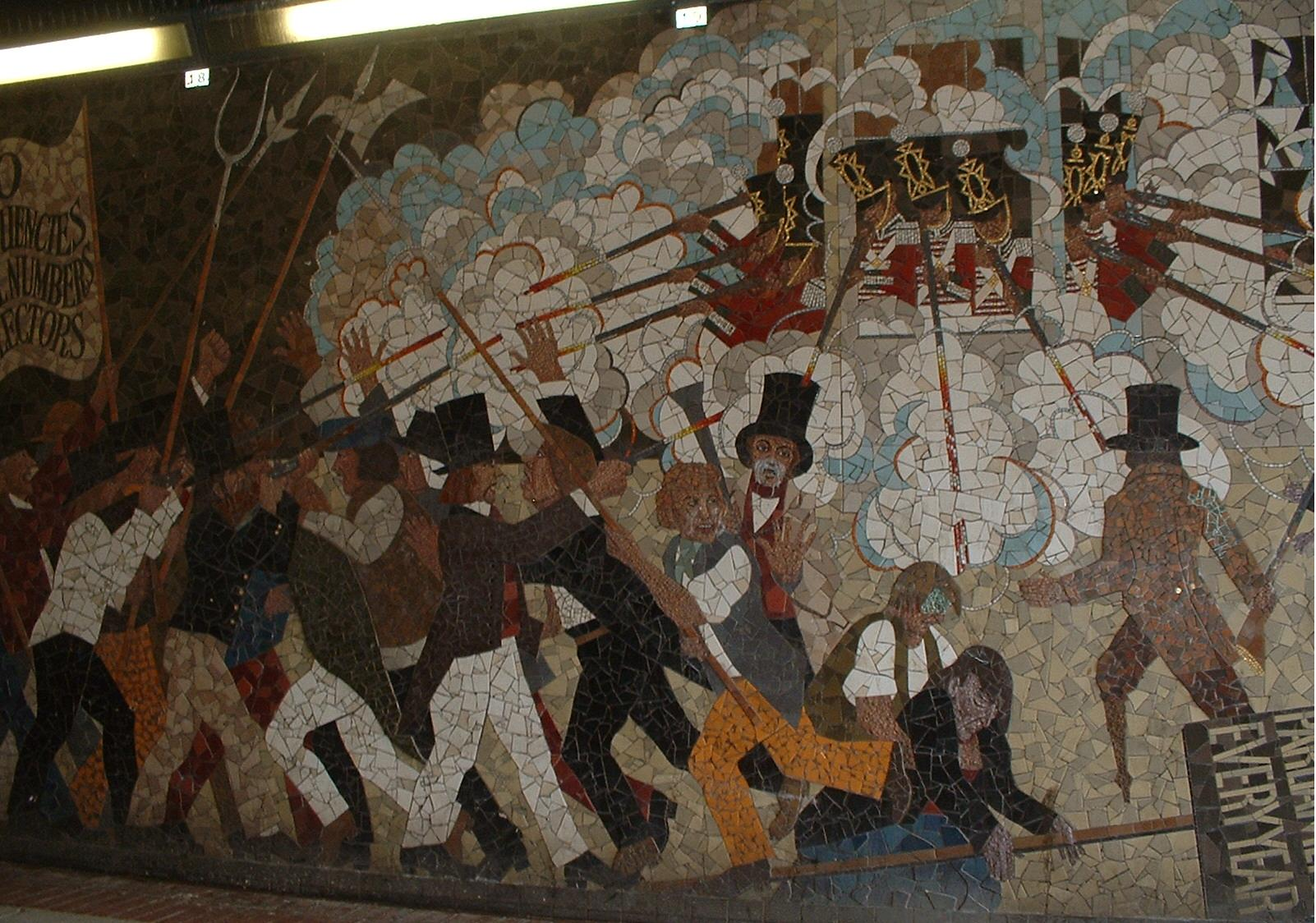
Détail de la fresque.

Dans les années 1960, dans le cadre d'un projet de réaménagement, une nouvelle place a été nommée John Frost Square pour commémorer l'initiateur de l'émeute et en 1978, une mosaique murale de 35 m a été réalisée par Kenneth Budd dans un passage souterrain pour piétons de la place . En 2007, un panneau d'introduction a été retiré et il a été proposé que, dans le cadre d'un nouveau programme de réaménagement, la peinture murale soit supprimée. Les propositions de démolition de la peinture murale ont été reformulées en 2012. Malgré une campagne de protection de la fresque, les membres du conseil l'ont fait démolir le 3 octobre 2013,,,.
Un nouveau mémorial est prévu avec le financement de 50 000 £ du Newport City Council.

## Culture populaire
En littérature, les évènements sont décrits dans :
- (en) James Augustus St John's 1843 novel Sir Cosmo Digby, a novel of the Monmouthshire Riots
- (en) Alexander Cordell's 1959 novel Rape of the Fair Country
- (en) Vivien Annis Bailey's 1995 novel Children of Rebecca published by Honno  (ISBN 1-870206-17-7)

La série télévisée biographique de 2016 ITV Victoria propose un récit fictif du Newport Rising dans lequel la reine Victoria est représentée comme ordonnant le cantonnement des chefs de file avant d'être transportés à Van Diemen's Land (en Tasmanie) après avoir appris que l'un des hommes est le neveu d'un membre de son personnel de maison. Le geste est destiné à signaler au peuple que son règne sera miséricordieux.
Le texte de « The View from Stow Hill » sur l’album des Manic Street Preachers, ‘Futurology’, a été écrit par le bassiste Nicky Wire sur la base des événements du Newport Rising.
En août 2019, dans la série télévisée de la BBC Who Do You Think You Are?, Thomas Jones Phillips, avocat et ancien maire de Newport à l'époque de la révolte, s'est révélé être un ancêtre du producteur de télévision Michael Whitehall et de son fils, acteur et comédien Jack Whitehall,.